# Peeter Kreitzberg
Peeter Kreitzberg (14 tháng 12 năm 1948 – 3 tháng 11 năm 2011) là chính trị gia người Estonia, nghị sĩ Quốc hội Estonia và là thành viên Đảng Dân chủ Xã hội Estonia. Ông giữ chức Bộ trưởng Văn hóa và Giáo dục Estonia từ tháng 4 đến tháng 11 năm 1995. Ông cũng giảng dạy tại Đại học Tallinn từ năm 1997 đến năm 2011.
Chức vụ tiếp theo mà ông đảm nhiệm sau vị trí Bộ trưởng Văn hóa và Giáo dục là Phó Thị trưởng Tallinn, thủ đô của Estonia từ năm 1996 đến năm 1999. Năm 1999, ông được bầu vào Quốc hội Estonia, quốc hội đơn viện của quốc gia. Ông vẫn là nghị sĩ Quốc hội cho đến khi qua đời năm 2011. Kreitzberg là Phó Chủ tịch Quốc hội trong hai nhiệm kỳ khác nhau, từ năm 2001 đến năm 2003 và một lần nữa từ năm 2003 đến năm 2005. Ông cũng là một ứng cử viên cho chức vụ Tổng thống Estonia năm 2001.
Peeter Kreitzberg rời Estonia vào tháng 10 năm 2011 để thăm chính thức Trung Quốc, dự kiến kéo dài từ ngày 28 tháng 10 đến ngày 4 tháng 11. Ông đi cùng với ba nghị sĩ khác trong phái đoàn – Kalev Kallo, Maret Maripuu và Sven Sester. Kreitzberg chết trong khách sạn Trung Quốc của ông trong chuyến thăm chính thức vào ngày 3 tháng 11 năm 2011, ở tuổi 62.